# Conte di Cumberland
Conte di Cumberland è un titolo nobiliare inglese che risale al XV secolo. Il titolo nobiliare decadde nel 1643 quando la contea di Cumberland divenne ducato (duca di Cumberland).
Il primo conte fu Henry, undicesimo lord Clifford (1493-1542), che ricevette il titolo nel 1525 da Enrico VIII. Il titolo fu poi assegnato ad altri quattro membri di famiglie inglesi tra cui il terzo conte, George Clifford. 

## Earl (conti) di Cumberland (1525)
- Henry Clifford, I conte di Cumberland (1493-1542)
- Henry Clifford, II conte di Cumberland (1517-1570)
- George Clifford, III conte di Cumberland (1558-1605), ufficiale di marina inglese
- Francis Clifford, IV conte di Cumberland (1559-1641)
- Henry Clifford, V conte di Cumberland (1591-1643)